# Heeresgruppe D
Il Gruppo d'armate D (in lingua tedesca Heeresgruppe D) fu un'gruppo d'armata della Wehrmacht impegnata sul fronte occidentale della seconda guerra mondiale.

## Storia e operazioni
Il Gruppo d'armate D venne costituito il 26 ottobre 1940 in Francia utilizzando reparti precedentemente inquadrati nel Gruppo d'armate C, già impegnato nella Campagna di Francia. Lo scopo di questa nuova unità era quello di controllare le zone di occupazione militare tedesca nella Francia settentrionale e in Belgio. Al suo comando fu inizialmente posto il Feldmaresciallo Erwin von Witzleben.
Il 15 marzo 1941 si dispose che il Comandante in capo del Gruppo d'armate D fosse considerato Comandante in capo di tutto il teatro occidentale (Oberbefehlshaber West), elevando così lo status del gruppo d'armate.
Il 15 marzo 1942 Witzleben fu sostituito al comando dal Feldmaresciallo Gerd von Rundstedt, precedentemente rimosso dal fronte orientale per dissensi con Hitler sulla conduzione della guerra all'Unione sovietica.
La situazione relativamente tranquilla sul fronte occidentale dopo la capitolazione francese lasciò il Gruppo d'armate D sostanzialmente fuori dalle operazioni militari per molto tempo. La sola operazione in cui tale unità fu coinvolta in questa prima fase della guerra fu lo scontro che si realizzò a Dieppe nel 1942, quando alcune unità britanniche provarono a sbarcare in territorio francese. Le truppe tedesche riuscirono agevolmente a tenere sotto controllo la minaccia, ma tuttavia quest'episodio convinse i vertici militari tedeschi e lo stesso Rundstedt che fosse necessario riorganizzare il dispositivo di difesa ad occidente.
Nel dicembre del 1942 il Gruppo d'armate D, per mezzo della I Armata sotto il suo comando, partecipò all'occupazione della Francia meridionale, ponendo sostanzialmente fine all'autonomia della Repubblica di Vichy. Tale operazione aumentò ancora di più il territorio sotto il controllo del Gruppo d'armate D, rendendo ancor più necessario l'invio di rinforzi sul fronte occidentale.
Le offensive sovietiche sul fronte orientale nel 1943 segnarono profondamente anche il Gruppo d'armate D; ben 38 delle divisioni sotto il suo comando, per un totale di quasi mezzo milione di uomini, furono trasferiti da ovest a est. In seguito a questi trasferimenti, il 25 ottobre 1943 Rundstedt fece presente che la situazione delle truppe a occidente era diventata critica: le poche divisioni ancora sotto il suo comando erano composte da truppe per lo più reclutate da paesi occupati dai tedeschi; l'equipaggiamento era deficitario e le possibilità di resistere a una possibile invasione alleata erano molto scarse.
Il rapporto di Rundstedt preoccupò il Führer; l'Alto Comando tedesco rafforzò e riorganizzò, quindi, le sue truppe sul fronte occidentale. Nel territorio metropolitano francese vennero costituiti due nuovi gruppi d'armate (il Gruppo d'armate B a nord e Gruppo d'armate G a sud), facendo per lo più ricorso a unità precedentemente inquadrate nel Gruppo d'armate D. Queste due nuove unità vennero poste sotto il comando dell'Oberbefehlshaber West, diventando in questo modo esse stesse parte del Gruppo d'armate D.
Con le sue divisioni riassegnate ai due nuovi gruppi d'armate, sin dall'inizio del 1944 lo Stato maggiore del Gruppo d'armate D iniziò a perdere la funzione di comando direttamente operativo, limitandosi a svolgere una funzione di supporto all'Oberbefehlshaber West e di coordinamento tra le truppe impegnate a occidente e l'OKW. La sola unità che rimase sotto il diretto comando dell'Oberbefehlshaber West fu la Panzergruppe West, un'unità di riserva corazzata da utilizzare in caso di emergenza sul fronte. Tuttavia, Hitler dispose che l'utilizzo di questa riserva corazzata potesse avvenire solamente dopo una sua autorizzazione personale.
In tale modo, il Gruppo d'armate D rimase privo di unità sotto il proprio comando diretto. Di questa situazione ebbe modo di lamentarsi anche lo stesso Rundstedt, il quale affermò in seguito che, nonostante fosse ancora Oberbefehlshaber West, "la mia sola prerogativa era di cambiare la guardia al mio cancello"
Nonostante i tentativi di resistenza, gli Alleati riuscirono a sbarcare in Francia, costringendo così le truppe tedesche a ripiegare verso il territorio del Reich. La ritirata tedesca spinse l'Alto Comando tedesco a riorganizzare nuovamente il proprio dispositivo di difesa lungo il fronte occidentale; a seguito di questa riorganizzazione, il 10 settembre 1944 il Gruppo d'armate D cessò formalmente di esistere come unità operativa; il suo Stato maggiore fu trasferito direttamente alle dipendenze dell'Oberbefehlshaber West, cui spettava il compito di coordinare la guerra a occidente.

## Linea di comando

### Comandante in capo
- 26 ottobre 1940 - 15 marzo 1942, Generalfeldmarschall Erwin von Witzleben
- 15 marzo 1942 – 2 luglio 1944, Generalfeldmarschall Gerd von Rundstedt
- 2 luglio – 15 agosto 1944, Generalfeldmarschall Günther von Kluge
- 15 agosto 1944 – 11 marzo 1945, Generalfeldmarschall Gerd von Rundstedt
- 11 marzo 1945- 22 aprile 1945, Generalfeldmarschall Albert Kesselring

### Capo di Stato Maggiore
- 26 ottobre 1940 - 1º aprile 1942, Generalleutnant Carl Hilpert
- 1º aprile – 24 settembre 1942, Generalmajor Kurt Zeitzler
- 24 settembre 1942 – 9 settembre 1944, General der Infanterie Günther Blumentritt

### Primo ufficiale di Stato Maggiore
- 26 ottobre 1940 – 10 settembre 1944, Oberst Bodo Zimmermann

## Teatri operativi e Armate
| Periodo        | Teatro operativo   | Armate                                                                               |
| ottobre 1940   | Fronte occidentale | 15. Armee                                                                            |
| novembre 1940  | Fronte occidentale | 1. Armee 6. Armee 7. Armee                                                           |
| maggio 1941    | Fronte occidentale | 1. Armee 7. Armee 15. Armee Kommandeur der dt. Truppen in den Niederlanden           |
| giugno 1942    | Fronte occidentale | 1. Armee 7. Armee 15. Armee 19. Armee Kommandeur der dt. Truppen in den Niederlanden |
| settembre 1943 | Fronte occidentale | 1. Armee 7. Armee 15. Armee 19. Armee                                                |
| maggio 1944    | Fronte occidentale | Heeresgruppe B Armeegruppe G Panzergruppe West 1. Fallschirmarmee                    |